# Греческая община Ливорно
Греческая община Ливорно играла значительную роль морском деле, развитии порта и в экономике этого итальянского города в целом, начиная с 16-го вплоть до конца 19-го века. 

## Предыстория общины

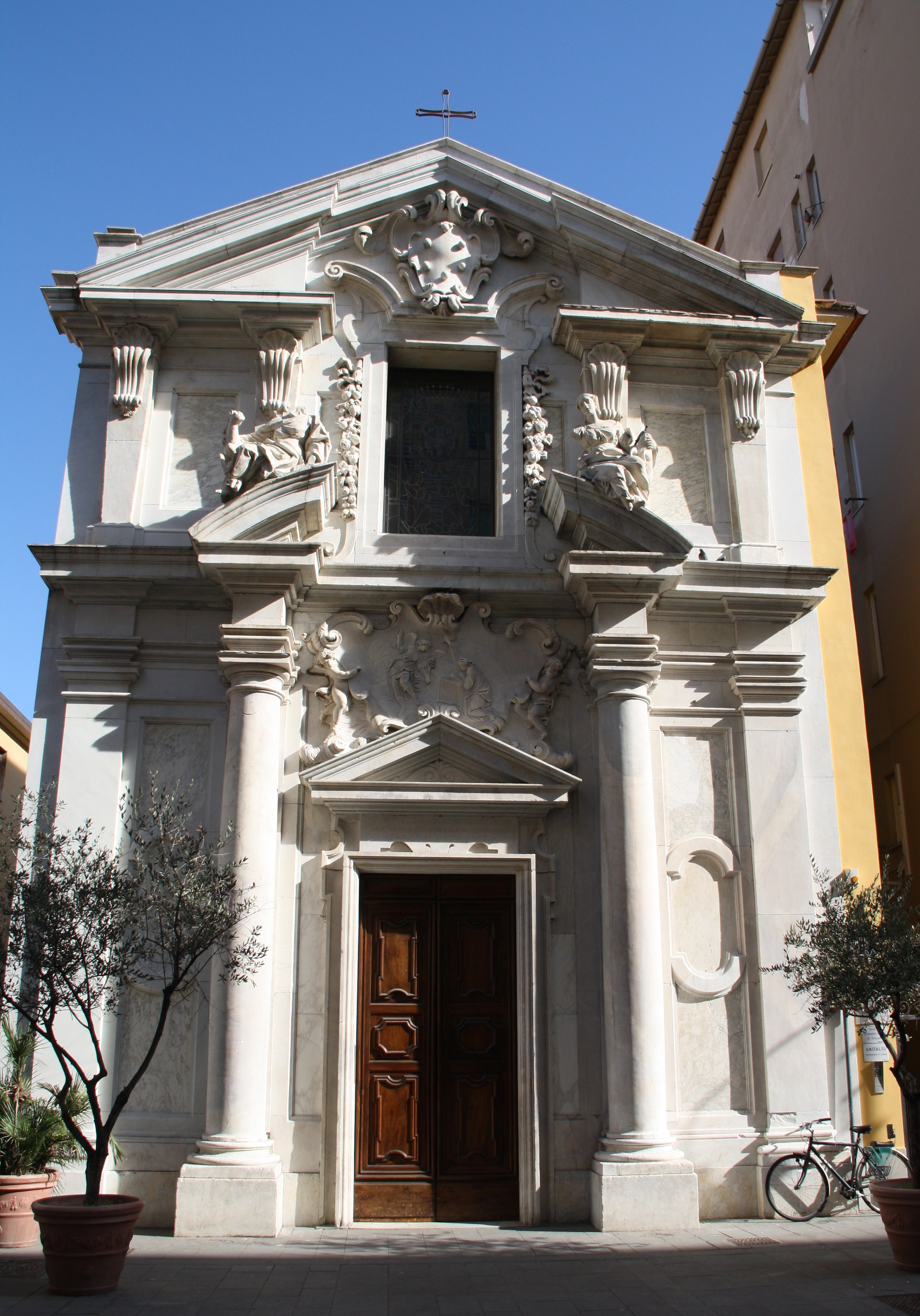
Греко-католическая церковь Благовещения Пресвятой Богородицы

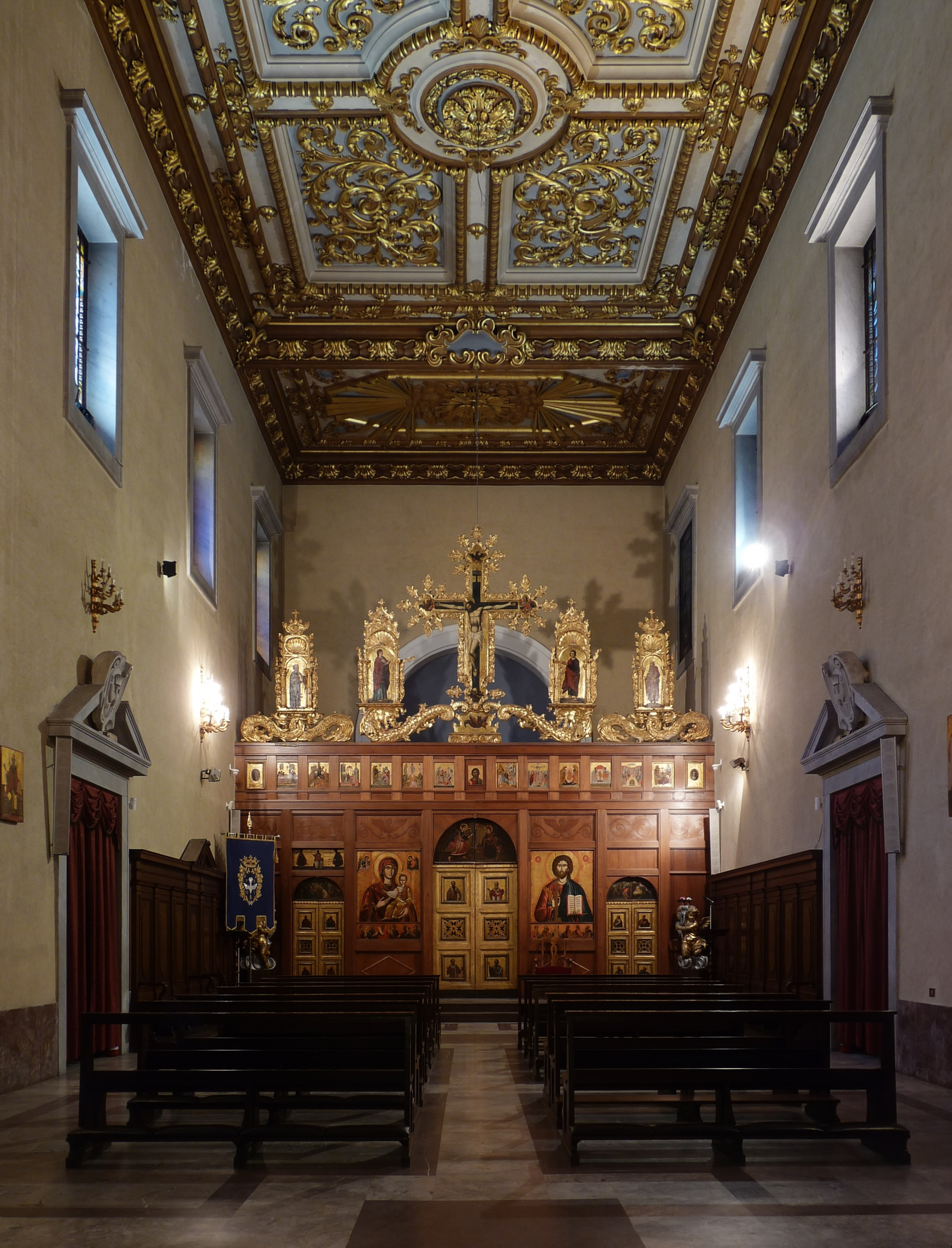
Греко-католическая церковь Благовещения Пресвятой Богородицы

Первые греки поселившиеся в Ливорно в начале 16-го века были бывшими наёмниками на флоте Козимо Медичи Старого и их потомками. Первоначально община обосновалась вокруг часовни Святого Якова, недалеко от окружённого стеной города.
Большинство греческих поселенцев первой волны стали униатами: сохранили византийский обряд и греческий язык, но признали главой церкви папу римского. 
В 1601 году первая община греческих поселенцев начала строительство национальной церкви, которое было завершено в 1606 году. Церковь получила имя Chiesa Santissima Annunziata (церковь Благовещения Пресвятой Богородицы). Греческие униаты постепенно ассимилировались с местным итальянским населением и после Второй мировой войны церковь была продана католическому братству, получив имя Сhiesa della Purificazione (Церковь Сретения).

## История общины
Греческая община выросла и стала значительной в 18-м и 19-м веках, когда Ливорно стал одним из основных центров Средиземноморской торговли. 
Большинство из последующих греческих переселенцев были православными и происходили из оккупированных османами греческих земель, в основном из Западной Греции, Хиоса, Эпира и Малой Азии. 
Начиная с конца 16-го века и используя свой статус Порто-франко и склады, построенные для долгосрочного хранения товаров и зерна из Леванта, вплоть до конца 19-го века, Ливорно имел прочное стратегическое положение в греческих торговых интересах на Чёрном  и Средиземном морях и Северной Атлантике. Конфликты между Великобританией и Францией во время Наполеоновских войн  в начале 19-го века, и связанные с ними портовые эмбарго, пиратство и конфискации грузов, сыграли на руку тем из греческих купцов, кто был готов принять риск. 
Греческий историк С.Максимос именует этот период зарёй «греческого капитализма». 
Максимос пишет: «Греки держали под своим контролем австрийскую торговлю с Востоком, посредством своей сильной общины в Триесте. Они имели доминирующие позиции в Ливорно, который являлся самым крупным транзитным узлом со складами для, английских в основном, товаров, направлявшихся в Восточное Средиземноморье. Они нарушили французскую торговую монополию и основали торговые дома в Марселе, заняли заметную позицию в голландской торговле с Востоком. К 1784 году, из общего числа 500 судов зашедших в порт Александрия, Египет, как минимум 150 судов (под разными флагами) принадлежали греческим судовладельцам, против общего числа 190 французских, английских, венецианских, голландских, российских и рагузских  торговых кораблей. 
К 1820 году греческие предприниматели постепенно сменили английских, голландских, французских и других западных торговцев покинувших город. 
Греки сосредоточили свой интерес на торговле зерном, банковском деле и морском брокерстве. 
Грузы пшеницы с Чёрного моря принимались в Ливорно, после чего перегружались на Англию. На обратном пути суда перевозили текстиль и другие промышленные товары, которые греческие купцы отправляли в Александрию и другие порты Османской империи. Большую часть торговли контролировали выходцы с греческого острова Хиос. В 1839 году Ливорно имел 10 больших «торговых домов», находившихся в первую очередь в руках греков и итальянских евреев

## Деятельность общины

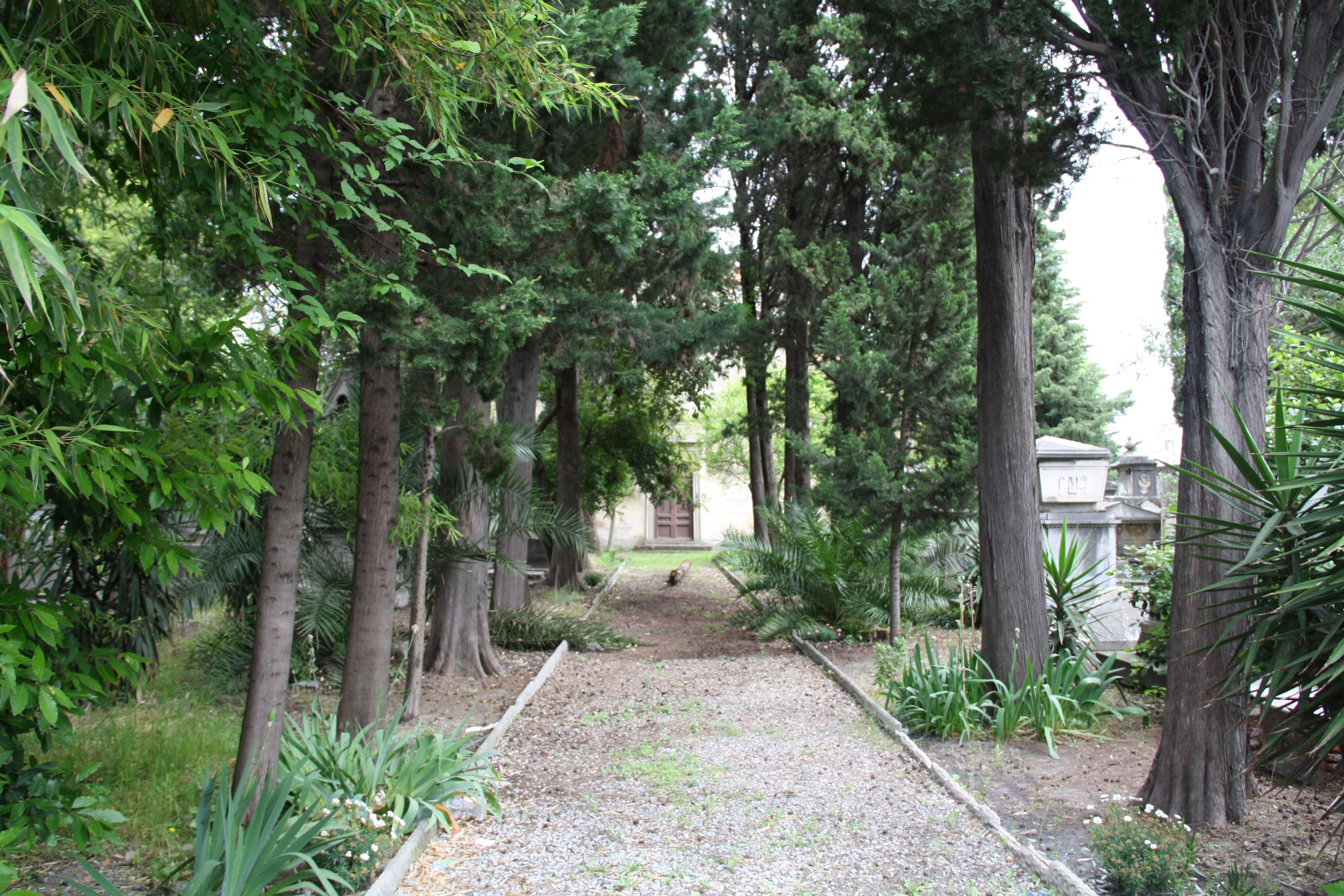
Греческое православное кладбище в Ливорно

Православная этническая греческая община (nazione) имела отличную от другого населения культурную и общественную идентичность, основанную на общей религии (Греческое православие), языке и истории. В 1775 году греки создали в городе Братство Святой Троицы (Confraternita della SS. Trinita) и построили православную церковь Chiesa della Santissima Trinita, первую не римско-католическую церковь в Тоскане. 
Община основала греческую школу, предоставляла стипендии для получения высшего образования молодым грекам из Пелопоннеса, Эпира, Хиоса или Смирны. Община собирала средства для поддержки Греческой революции 1821 года, а также для поддержки различных греческих общин Османской империи и Италии. Она также оказывала филантропическую помощь не-грекам. 
Семья Родоканаки финансировала «Школу взаимного образования», созданную в Ливорно итальянским педагогом Enrico Mayer (1802-1877). 
Община внесла также свой вклад в создание школы для бедных детей католиков. 
Местные власти признали вклад видных членов греческой общины (к примеру членов семей Папудова, Маврокордато, Родоконаки, Тосица и других семей) и предоставили им дворянские титулы. Многие из перечисленных семей имели в Ливорно представительства, в то время как их основные торговые дома находились в Одессе и Таганроге, откуда они вывозили на своих кораблях российское зерно. 
После объединения страны и образования Итальянского королевства в 1868 году, греческая община в Ливорно начала приходить в упадок, поскольку привилегии свободного порта были отменены.